# Dermatias platynogaster
Dermatias platynogaster is een straalvinnige vissensoort uit de familie van de armvinnigen (Oneirodidae). De wetenschappelijke naam van de soort is voor het eerst geldig gepubliceerd in 1912 door Smith & Radcliffe.